# Саид бен Тајмур
Султан Саид бен Тајмур (арап. السلطان سعيد بن تيمور; Оман, 13. август 1910 — Лондон, 19. октобар 1972) је био султан Маската и Омана. Владао је од 1932. до 1970. када је збачен, а наследио га је син Кабус ибн Саид ел Саид.